# Moisés Velasco
Moisés Adrián Velasco Herrera (Tijuana, México, 19 de octubre de 1989) es un exfutbolista mexicano. 

## Clubes
| Club                   | País   | Año         |
| ---------------------- | ------ | ----------- |
| Deportivo Toluca       | México | 2006 - 2011 |
| Club San Luis          | México | 2011 - 2013 |
| Chiapas Fútbol Club    | México | 2013        |
| Puebla Fútbol Club     | México | 2014        |
| Club América           | México | 2014 - 2015 |
| Deportivo Toluca       | México | 2015 - 2016 |
| Dorados de Sinaloa     | México | 2017 - 2018 |
| Correcaminos de la UAT | México | 2018 - 2019 |
| Potros UAEM            | México | 2019 - 2019 |
| Alebrijes de Oaxaca    | México | 2019 - 2019 |

## Palmarés

### Campeonatos nacionales
| Título     | Club             | País   | Año  |
| ---------- | ---------------- | ------ | ---- |
| Liga MX    | Deportivo Toluca | México | 2008 |
| Liga MX    | Deportivo Toluca | México | 2010 |
| Liga MX    | Club América     | México | 2014 |
| Ascenso MX | Alebrijes        | México | 2019 |

### Títulos internacionales
| Título                  | Club         | País   | Año     |
| ----------------------- | ------------ | ------ | ------- |
| Concacaf Liga Campeones | Club América | México | 2014-15 |